# For Girls Who Grow Plump in the Night
For Girls Who Grow Plump in the Night  is het vijfde album van de Britse progressieve rockband Caravan. Caravan is een van de centrale bands binnen de Canterbury-scene.

## Tracklist
1. Memory Lain, Hugh / Headloss 9:19
  1. Memory Lain, Hugh 4:54 (Pye Hastings)
  2. Headloss 3:25 (Pye Hastings)
2. Hoedown 3:10 (Pye Hastings)
3. Surprise, Surprise 3:45 (Pye Hastings)
4. C'Thulu Thlu 6:10 (Pye Hastings)
5. The Dog, The Dog, He's At It Again 5:53 (Pye Hastings)
6. Be All Right / Chance Of A Lifetime 6:38
  1. Be All Right 2:30 (Pye Hastings)
  2. Chance Of A Lifetime 4:08 (Pye Hastings)
7. Hunting - 9:46
  1. L'Auberge Du Sanglier 1:00 (Pye Hastings)
  2. A Hunting We Shall Go 2:45 (Pye Hastings)
  3. Pengola 0:35 (John G. Perry)
  4. Backwards 4:54 (Mike Ratledge)
  5. A Hunting We Shall Go (Reprise) 0:32 (Pye Hastings)

Bonusopnames van de 2001-heruitgebrachte CD. De laatste vier nummers zijn gemaakt in december 1972/januari 1973 met een andere line-up, met: Derek Austin op keyboards en Stuart Evans op basgitaar.
1. Memory Lain, Hugh / Headloss (US Mix) - 9:18 (Pye Hastings)
2. No! / Waffle - 5:10 (Pye Hastings)
3. He Who Smelt It Dealt It - 4:43 (Pye Hastings)
4. Surprise, Surprise - 3:15 (Pye Hastings)
5. Derek's Long Thing - 11:00 (Derek Austin)

## Bezetting
- Pye Hastings, zang, gitaar
- Richard Coughlan, drums
- David Sinclair, orgel, piano
- John G Perry, basgitaar
- Geoff Richardson, altviool

Gastoptreden van:
- Jimmy Hastings (dwarsfluit)
- Barry Robinson (dwarsfluit)
- Rupert Hine (synthesizer)
- Frank Ricotti (conga’s)
- Jill Pryor
- Paul Buckmaster (cello)
- Tony Coe (klarinet)
- Tommy Whittle (klarinet)
- Harry Klein (klarinet)
- Pete King (dwarsfluit)
- Henry Lowther (trompet)
- Chris Pyne (trombone)
- Martyn Ford & John Bell (orkest-arrangementen)